# Internationaux de Tennis de Troyes 2022
L'Internationaux de Tennis de Troyes 2022 è stato un torneo maschile di tennis professionistico. È stata la 1ª edizione del torneo, facente parte della categoria Challenger 50 nell'ambito dell'ATP Challenger Tour 2022, con un montepremi di 32 160 €. Si è svolto dal 27 giugno al 3 luglio 2022 sui campi in terra rossa del Tennis Club de Troyes di Troyes, in Francia.

## Partecipanti

### Teste di serie
| Nazionalità | Giocatore               | Ranking* | Testa di serie |
| ----------- | ----------------------- | -------- | -------------- |
| Croazia     | Nino Serdarušić         | 170      | 1              |
| Argentina   | Thiago Agustín Tirante  | 197      | 2              |
| Argentina   | Genaro Alberto Olivieri | 217      | 3              |
| Kazakistan  | Timofej Skatov          | 225      | 4              |
|             | Evgenij Karlovskij      | 238      | 5              |
| Svizzera    | Johan Nikles            | 260      | 6              |
| Belgio      | Michael Geerts          | 262      | 7              |
| Polonia     | Daniel Michalski        | 268      | 8              |

* Ranking al 20 giugno 2022.

### Altri partecipanti
I seguenti giocatori hanno ricevuto una wild card per il tabellone principale:
- Arthur Fils
- Abel Hernández Aguila
- Luca Van Assche

Il seguente giocatore è entrato in tabellone con il ranking protetto:
- Joris De Loore

I seguenti giocatori sono entrati in tabellone come alternate:
- Pedro Boscardin Dias
- Tristan Lamasine

I seguenti giocatori sono passati dalle qualificazioni:
- Adrian Andreev
- Clement Tabur
- Jakub Paul
- Andrey Chepelev
- Matteo Martineau
- Francesco Maestrelli

## Campioni

### Singolare
Juan Bautista Torres ha sconfitto in finale  Benjamin Hassan con il punteggio di 7–6(2), 6–2.

### Doppio
Íñigo Cervantes /  Oriol Roca Batalla hanno sconfitto in finale  Thiago Agustín Tirante /  Juan Bautista Torres con il punteggio di 6–1, 6–2.